# Andrea M. Ghez
Andrea Mia Ghez (16. lipnja 1965.) američka je astrofizičarka i profesorica na Odsjeku za fiziku i astronomiju Sveučilišta California u Los Angelesu. Njezino se istraživanje usredotočuje na središte galaksije Mliječni put. Godine 2020. postala je četvrta žena kojoj je dodijeljena Nobelova nagrada za fiziku, dijeleći polovicu nagrade s Reinhardom Genzelom (drugu polovicu dobiva Roger Penrose). Nobelova nagrada dodijeljena je Ghezi i Genzelu za otkriće supermasivnog kompaktnog objekta, sada općenito priznatog kao crna rupa, u galaktičkom središtu Mliječne staze.

## Rani život i obrazovanje
Ghez je rođena u New Yorku, kći Susanne (Gayton) i Gilberta Gheza. Njezin otac, židovske baštine, rođen je u Rimu u Italiji, u obitelji podrijetlom iz Tunisa i Frankfurta, u Njemačkoj. Majka joj je bila iz irske katoličke obitelji iz North Attleborougha, Massachusetts.
Njezina se obitelj preselila iz New Yorka u Chicago kad je bila dijete, a Ghez je pohađala Laboratorijsku školu Sveučilišta Chicago. Slijetanje na Mjesec iz programa Apollo nadahnulo je Ghez da želi postati prva žena astronautkinja, a njezina je majka poticala taj cilj. Njezin najutjecajniji ženski uzor bila je njezina profesorica kemije u srednjoj školi. Fakultet je započela smjerom matematike, a zatim se promijenila u fiziku. Diplomirala je fiziku na Tehnološkom institutu u Massachusettsu 1987. i doktorirala. pod vodstvom Gerryja Neugebauera na Kalifornijskom tehnološkom institutu 1992.

## Karijera
Ghezino istraživanje koristi tehnike snimanja u visokoj prostornoj rezoluciji, poput sustava prilagodljive optike na teleskopima Keck, za proučavanje regija koje stvaraju zvijezde i supermasivne crne rupe u središtu Mliječne staze poznate kao Sagittarius A*. Koristi kinematiku zvijezda blizu središta Mliječne staze kao sondu za istraživanje ove regije. Visoka razlučivost Keckovih teleskopa dala je značajno poboljšanje u odnosu na prvo veliko istraživanje kinematike galaktičkog centra koje je izvela skupina Reinharda Genzela.
Ghez je 2004. izabrana u Nacionalnu akademiju znanosti, a 2012. u Američko filozofsko društvo. Godine 2019. izabrana je za suradnicu Američkog fizičkog društva (APS).
Ghez se pojavila u mnogim televizijskim dokumentarcima koje su producirale mreže kao što su BBC, Discovery Channel i The History Channel. 2006. bila je u epizodi PBS serije Nova. The My Hero Project identificirao ju je kao heroja znanosti. Godine 2000. časopis Discover uvrstio je Ghez kao jednu od 20 perspektivnih mladih američkih znanstvenika u svojim područjima. 

### Crna rupa u Galaktičkom centru (Sgr A*)
Snimanjem Galaktičkog centra na infracrvenim valnim duljinama, Ghez i njeni kolege uspjeli su proviriti kroz tešku prašinu koja blokira vidljivu svjetlost, kako bi otkrili slike središta Mliječne staze. Zahvaljujući 10-metarskom otvoru teleskopa WM Keck i upotrebi prilagodljive optike za ispravljanje turbulencije atmosfere, ove slike Galaktičkog centra imaju vrlo veliku prostornu rezoluciju i omogućile su praćenje orbita zvijezda oko crne rupe Sagittarius A* (Sgr A*). Uočene su djelomične orbite mnogih zvijezda koje kruže oko crne rupe u Galaktičkom centru. Jedna od zvijezda, S2, napravila je potpunu eliptičnu putanju od početka detaljnih promatranja 1995. godine. Nekoliko desetljeća bit će potrebno za potpuno dokumentiranje orbita nekih od ovih zvijezda. Ova mjerenja mogu pružiti test teorije opće relativnosti. U listopadu 2012. njezin tim na UCLA-i, koji kruži oko Galaktičkog centra, identificirao je drugu zvijezdu, S0-102. Koristeći Keplerov treći zakon, Ghezin tim je upotrijebio orbitalno gibanje kako bi pokazao da je masa Sgr A* 4,1 ± 0,6 milijuna solarnih masa. Budući da je Galaktičko središte u kojem se nalazi Sgr A*, sto puta bliže od M31 gdje je sljedeća najbliža supermasivna crna rupa (M31*), to je jedan od najbolje pokazanih slučajeva za supermasivnu crnu rupu.
Ghez je 2020. podijelila Nobelovu nagradu za fiziku s Rogerom Penroseom i Reinhardom Genzelom za njihova otkrića u vezi s crnim rupama. Ghez i Genzel dobili su polovicu nagrade za otkriće da supermasivna crna rupa najvjerojatnije upravlja orbitama zvijezda u središtu Mliječne staze. Ghez je bila četvrta žena koja je od početka dodjela Nobelovih nagrada dobila Nobelovu nagradu za fiziku, a prethodile su joj Marie Curie (1903.), Maria Goeppert Mayer (1963.) i Donna Strickland (2018.).

## Osobni život
Ghez ima dva sina. Ghez je aktivna plivačica u plivačkom klubu UCLA Masters.

## Nagrade
- Annie J. Cannon Award in Astronomy (1994.)[34]
- Nagrada Packard Fellowship (1996.)[35]
- Nagrada Newton Lacy Pierce u astronomiji Američkog astronomskog društva (1998.)[34]
- Nagrada Maria Goeppert-Mayer Američkog fizičkarskog društva (1999.)[36]
- Nagrada Sackler (2004.)[37]
- Nagrada Gold Shield Faculty za akademsku izvrsnost (2004.)[38]
- Marc Aaronson Memorial Lectureship (2007.)
- MacArthur Fellowship (2008.)[39]
- Nagrada Crafoord in Astronomy (2012.)[40]
- Nagrada Royal Swedish Academy of Sciences (2012.)[41]
- Medalja Royal Society Bakerian (2015.)[42]
- počasni doktorat u znanosti, Sveučilište Oxford (2019.)[43]
- članica Američkog fizičkarskog društva (2019.)[22]
- izabrana za Legacy Fellow Američkog astronomskog društva (2020.)[44]
- Nobelova nagrada za fiziku (2020.)[3]

## Odabrane publikacije

### Znanstveni članci
- Ghez, Andrea M.; Neugebauer, Gerry; Matthews, K. 1993. The Multiplicity of T Tauri Stars in the Taurus-Auriga & Ophiuchus-Scorpius Star Forming Regions: A 2.2 micron Imaging Survey (PDF). Astronomical Journal. 106: 2005–2023. Bibcode:1993AJ....106.2005G. doi:10.1086/116782
- Ghez, Andrea M.; White, Russel J.; Simon, M. 1997. High Spatial Resolution Imaging of Pre-Main Sequence Binary Stars: Resolving the Relationship Between Disks and Close Companions. Astrophysical Journal. 490 (1): 353–367. doi:10.1086/304856
- Ghez, Andrea M.; Klein, B. L.; Morris, M.; Becklin, E.E. 1998. High Proper Motions in the Vicinity of Sgr A*: Evidence for a Massive Central Black Hole. Astrophysical Journal. 509 (2): 678–686. arXiv:astro-ph/9807210. Bibcode:1998ApJ...509..678G. doi:10.1086/306528. S2CID 18243528
- Ghez, A. M.; Morris, M.; Becklin, E. E.; Tanner, A.; Kremenek, T. 2000. The Accelerations of Stars Orbiting the Milky Way's Central Black Hole. Nature. 407 (6802): 349–351. arXiv:astro-ph/0009339. Bibcode:2000Natur.407..349G. doi:10.1038/35030032. PMID 11014184. S2CID 312384
- Ghez, A. M.; Duchêne, G.; Matthews, K.; Hornstein, S. D.; Tanner, A.; Larkin, J.; Morris, M.; Becklin, E. E.; S. Salim. 1. siječnja 2003. The First Measurement of Spectral Lines in a Short-Period Star Bound to the Galaxy's Central Black Hole: A Paradox of Youth. Astrophysical Journal Letters (engleski). 586 (2): L127. arXiv:astro-ph/0302299. Bibcode:2003ApJ...586L.127G. doi:10.1086/374804. S2CID 11388341
- Ghez, A. M.; Salim, S.; Weinberg, N. N.; Lu, J. R.; Do, T.; Dunn, J. K.; Matthews, K.; Morris, M. R.; Yelda, S. 20. prosinca 2008. Measuring Distance and Properties of the Milky Way's Central Supermassive Black Hole with Stellar Orbits. Astrophysical Journal (engleski). 689 (2): 1044–1062. arXiv:0808.2870. Bibcode:2008ApJ...689.1044G. doi:10.1086/592738. S2CID 18335611

### Knjige
- Ghez, Andrea Mia; Cohen, Judith Love. 2006. You Can Be a Woman Astronomer. Cascade Pass. ISBN 978-1-880599-78-5